# Isogai Dynamic Therapy
Isogai Dynamic Therapy ist eine aus Japan stammende Körpertherapie, die in der Mitte des 20. Jahrhunderts von  Kimiyoshi Isogai (1917–1989) entwickelt wurde. Grundlage der Therapie ist die Annahme, dass ein Beckenschiefstand den menschlichen Organismus aus dem Lot bringt. Ist dieser Zustand dauerhaft, reagiert der Körper mit Krankheit und ist anfälliger für Verletzungen. Auf der Basis jahrelanger Forschung stellte Isogai fest, dass ein Beckenschiefstand in den meisten Fällen durch eine Fehlstellung der Hüftgelenke entsteht (Subluxation).

## Begründer
Kimiyoshi Isogai wurde 1917 als zweiter Sohn von Isogai Ryonosuke in Nanzenji, Kyoto geboren. Nach dem Abschluss der Kyoto Pharmaceutical School war er im Ministerium für Wohlfahrt und am Osaka Medical College tätig. 1943 übernahm er die orthopädische Klinik des Onkels und begann mit dem Studium der Claudicatio spinalis-Behandlung einschließlich der Nachwirkung von Poliomyelitis und Hemiplegie. 1946 schloss er die nationale Judo-Therapeutenprüfung ab. Ab 1951 erweiterte er seinen Studienumfang auf den gesamten Körper und veröffentlichte seine Ergebnisse mit zahlreichen Röntgenaufnahmen („die Auswirkungen der Hüftgelenksluxation auf den systemischen Zustand“). In den folgenden Jahren veröffentlichte Isogai weitere Forschungsergebnisse über die Auswirkungen von Hüftsubluxationen auf den Gesundheitszustand und die von ihm entwickelte Therapie. Durch zahlreiche Publikationen etablierte sich die Isogai-Therapie in der japanischen Gesellschaft. Darunter waren:
- Artikel über die Isogai-Therapie in Bezug auf Poliomyelitis in der Kyoto Shimbun Zeitung
- das Kyoto Broadcasting System sendete einen Bericht, in dem das Ergebnis seiner Therapie für die Nachwirkung von Poliomyelitis mit dem Titel „The Advancement of Oriental Medicine“ vorgestellt wurde
- die Japan Comprehensive Medical Society präsentierte ein Papier über die „Isogai-Therapie“.
- „Isogai Therapy: Ultimate Correction of imbalanced body-100 Case Studies“ (Jitsugyo no Nihon Sha, Ltd.).

1962 eröffnete er die Isogai Clinic in Tokio.
Im weiteren Verlauf veröffentlichte er weitere Arbeiten und trat in verschiedenen Fernsehsendungen auf, darunter: „Afternoon Show“ (NET Broadcasting System), Tokyo 12 Channel strahlte eine Sendung „Saturday Journal“ von der Isogai Therapy Clinic aus. Darüber hinaus wurde in verschiedenen Büchern die Isogai-Therapie vorgestellt, darunter „Life Series 1000-Katei-Gaho“ (Shufunotomo Co.) und „Science of Fasting Therapy“ (geschrieben von KOUDA Mitsuo; Shunju-sha). 1978 wurde „Weg zur Überwindung unheilbarer Krankheiten - 50 Fälle von Patienten, die ihre wahre Gesundheit wiedererlangen“ (Hato-no-mori Shobo) veröffentlicht. 1981 wurde die chinesische Übersetzung des gesamten Buches „Isogai-Therapie“ von Ärzten und Universitätsprofessoren aus Tianjiin, China fertiggestellt und dort als die Isogai Theorie und seine Behandlung vorgestellt. 1982 wurde die japanische und englische Version „Isogai Dynamic Therapy“, veröffentlicht (vertrieben von Maruzen und veröffentlicht von Lattice). Kimiyoshi Isogai verstarb 1989 in Tokio.

## Grundlage
Der ganze Bewegungsapparat stellt von den Füßen über die Beine, Hüfte, Wirbelsäule, Schultern, Hals Kopf und Kiefer eine Einheit dar. Die Fehlstellung eines einzelnen Segments hat daher immer Auswirkungen auf den gesamten Organismus. Dr. Isogai stellte im Rahmen seiner ärztlichen Tätigkeit fest, dass bei einem Großteil seiner Patienten ein Beckenschiefstand vorhanden war. Seine Untersuchungen zeigten, dass eine Hüft-Subluxation zu einer Beinlängendifferenz führt, die um etliches stärker ausfällt, als die im Gelenk stattfindende Verlagerung ausmacht. In der Regel sind beide Hüftgelenke unterschiedlich stark subluxiert, so dass beide Beine ungleich lang sind, was letztendlich zu einem Beckenschiefstand führt. Dieser Schiefstand bedingt eine Veränderung der Statik des Skeletts, da die Wirbelsäule in Ausgleichsverbiegungen in Kombination mit einer Torsionsbewegung gezwungen wird, um die Augen in horizontaler Linie zu halten. Auswirkungen eines Beckenschiefstandes auf den Organismus aus Sicht der Isogai-Therapie. Achsenfehlstellungen im Körper führen zu veränderten Druckverhältnissen in allen Gelenken. Die Traglinien (Mikulicz-Linie bei den unteren Extremitäten) befinden sich jetzt nicht mehr physiologisch in der Mitte der Gelenkflächen, sondern verläufen je nach Fehlstellung mehr lateral (z. B. X-Beine) oder medial (z. B. O-Beine). Durch den entstehenden Verkantungsdruck steigt die Belastung für den Körper und kann zu unterschiedlichsten Beschwerdebildern führen.
Mögliche Auswirkungen auf Gelenke:
Meniskusschäden, Bänderrisse, Kniegelenksarthrosen, Hüftgelenksarthrose, Osteophytenbildung, LWS-Syndrom, HWS-Syndrom, Schulterschmerzen, erhöhtes Verletzungsrisiko usw.
Auswirkungen auf die Wirbelsäule:

Der Schiefstand des Beckens beeinflusst auch die Positionen der einzelnen Wirbelkörper zueinander. Die Wirbelsäule kompensiert die Schiefstellung ihres Fundamentes durch Seitneigung, um den Kopf in einer Senkrechtposition zu halten. Dadurch verändern sich die Druckverhältnisse auf die zwischen den Wirbelkörper liegenden Bandscheiben. In der Folge verlieren diese ihre natürliche Elastizität und deformieren. -> Bandscheibendegeneration kann zu weiteren ernsthaften Krankheiten führen.
Nach Isogai hat ein Beckenschiefstand auch Auswirkungen auf die Organ- und Nervenfunktion. Die Funktion der Organe hängt von ihrer Steuerung über das vegetative Nervensystem ab. Die Nerven verlaufen durch den Spinalkanal und treten seitlich der Wirbelsäule durch die Zwischenwirbellöcher aus. Eine Skoliose bewirkt eine Verengung dieser Wirbellöcher, wodurch die dadurch austretenden Nerven unter- oder überstimuliert werden können. Diese Fehlsteuerung kann die Organfunktion beeinträchtigen und zu Krankheiten führen.

## Methode

### Diagnose
In der Isogai-Therapie ist es von entscheidender Bedeutung, welche Seite des Beckens höher steht. Am Anfang jeder Behandlung steht die Feststellung der Beinlängen durch einen Isogai-Therapeuten. Durch Abtasten verschiedener Körperpunkte im Seitenvergleich und Untersuchung der Bewegungswinkel der Hüftgelenke werden mögliche Fehlstellungen diagnostiziert.
Nach . Isogai kann man sieben Grundtypen von Hüftfehlstellungen unterscheiden:
- L-Typ = linkes Bein länger
- R-Typ = rechtes Bein länger
- LO-Typ = linkes Bein länger + O-Beine
- RO-Typ = rechtes Bein länger + O-Beine
- LX-Typ = linkes Bein länger + X-Beine
- RX-Typ = rechtes Bein länger + X-Beine
- S-Typ = Mischform

Allerdings beschreibt er in seinen Büchern über 169 verschiedene Fehlstellungen des Hüftgelenks.

### Therapie
Um die körperliche Zentrallinie wieder zu stabilisieren, wird durch manuelle Techniken das längere Bein dem kürzeren angeglichen und nicht umgekehrt. Die Korrektur der Hüftgelenke ist ein Teil der Behandlung. Des Weiteren werden Muskeln entspannt und komprimierte Strukturen gedehnt, immer mit dem Fokus, die Zentrallinie zu stärken. Dazu werden die Beine des Patienten in der Korrekturposition mittels dreier Bänder fixiert. Anschließend wird ein speziell geformter Stein aus Keramik gezielt unter seiner Wirbelsäule platziert, um diese in der gewünschten Position zu dehnen und verhärtete Strukturen zu entspannen.
Ein weiterer wesentlicher Punkt ist der symmetrische Muskelaufbau. Ungleiche Beinlängen ergeben ungleiche Belastungen und somit einen ungleichen Muskelaufbau. Der Patient wird in spezielle Übungen eingewiesen, die seiner jeweiligen Fehlstellung entsprechen und den asymmetrischen Muskelaufbau ausgleichen.
Übersicht Isogai, therapeutisch angewendet:
1. Diagnose: Position der Hüftgelenke und des Beckens, welches Bein ist das vermeintlich längere? Liegen körperliche oder organische Beschwerden vor?
2. Korrektur der Hüftgelenke
3. Korrigierende Übungen für die Muskulatur
4. Dehnung auf dem Stein nach striktem Zeitplan
5. Korrigierende Übungen
6. Zusammenstellung der Übungen für Zuhause.

### Selbstbehandlung
Die aktive Mitarbeit des Patienten ist von entscheidender Bedeutung für den Therapieverlauf. Der Therapeut definiert durch seine Arbeit die Linie neu, die dem Körper hilft sich ausgeglichen aufzurichten. Diese Linie wird durch Muskulatur und Gewebe gehalten. Das zu entwickeln liegt in der Hand des Patienten. Dafür wird er in Übungen eingewiesen, die seiner Fehlhaltung entsprechen und die er selbstständig durchführen kann.

### Materialien
Der Isogai-Stein und die Bänder werden verwendet, um den Körper in der Korrekturposition zu fixieren und verhärtete Strukturen zu dehnen.

## Isogai-Akademie
Wurde 2017 von Sandra Sämmer ins Leben gerufen, nachdem sie vor rund 20 Jahren in Japan die Ausbildung zur Isogai-Therapeutin absolvierte und diese Methode seither in ihrer Praxis anwendet.
Ziele und Aufgaben der Isogai-Akademie:
- fördert, schützt und verbreitet die Isogai-Methode.
- bietet Seminare zur Aus- und Weiterbildung von zertifizierten Isogai-Therapeuten und zertifizierten Isogai-Practitioner an.
- organisiert Kurse für die Isogai-Selbstbehandlungsmethode.
- führt ein öffentliches Verzeichnis der zertifizierten Isogai-Therapeuten und zertifizierten Isogai-Practitioner